# Glen Benton
Glen Benton (18 de junho de 1967, Tampa, Flórida) é o vocalista e baixista da banda de death metal Deicide. Foi vocalista de estúdio da banda Vital Remains e ainda chegou a fazer algumas apresentações ao vivo.

## Biografia
Benton foi criado em Tampa, Florida, onde, no dia 21 de julho de 1987, o guitarrista Brian Hoffman respondeu a um anúncio publicado por Benton numa revista de música. Daí nasceram os Deicide. A formação original era Glen Benton no baixo e na voz, Brian Hoffman e o irmão Eric nas guitarras e Steve Asheim na bateria e tinha como nome Amon (um deus egípcio). Num mês gravaram Feasting The Beast, na garagem de Benton, e começaram a tocar na zona de Tampa. Em 1989 gravaram Sacrificial, no Morrisound com o produtor Scott Burns. Nesse ano assinaram contrato pela Roadrunner Records.
Glen Benton, afirmava que iria cometer suicídio aos 33 anos durante um show. No entanto, ele passou dessa idade em 2000 e não o fez. Numa entrevista em 2006 ele afirmou que foi uma declaração tola, e que apenas covardes e perdedores se matam.
Em 1993, alguns jornais reportaram que Benton expressou interesse, e participou, em queimadas de roedores vivos, como ratos ou esquilos. Durante uma entrevista com a NME Magazine, Benton também matou um esquilo com um pistola de chumbos (em contexto, era a sua maneira de prevenir adicionais danos ao seu sistema eléctrico no sótão, onde a entrevista decorria). Tanta má publicidade levou a um ataque a Benton dentro de uma local em Bradford, Reino Unido, por um grupo activista de defesa dos direitos animais. Um ataque semelhante ocorreu em Estocolmo, onde uma pequena bomba de fogo estava pronta para explodir durante o concerto dos Deicide. Esta tentativa não feriu ninguém, só provocando danos no local. A tour foi cancelada devido a estes episódios.